# عبدالحق سرحان
عبدالحق سرحان (به فرانسوی: Abdelhak Serhane) نویسنده و استاد دانشگاه قرن بیستم میلادی اهل فرانسه است.